# いわてホットライン
『いわてホットライン』は、IBC岩手放送（IBCテレビ）でかつて毎年1月1日（元日）に放送されていた生放送のバラエティ番組である。2021年の放送をもって終了した。

## 概要
IBCのアナウンサーが総出演し、視聴者に3択（後期は4択）クイズを出題する。正解すると商品がもらえる趣向である。
視聴者とのやりとりは、応募してきた視聴者に電話をかけ、回答させるシステムが長く続いた（「ホットライン」の名称はここから来ている）。司会者が露骨なヒントを出し、正解を答えさせるのが「お約束」となっていた。
2000年代中期以降は電話に代わり、番組WEBサイトからパソコンまたは携帯・スマートフォンで応募する形式に変更。正解者の中から自動抽選し、即座に当選者の氏名を発表する。これにより、複数人数の当選が可能となった。
一部のアナウンサー（またはレポーター）は県内各地から生中継で出演する。2000年代頃までは5ヶ所程度の多元生中継を行っていたが、末期は2ヶ所程度であった。
2014年のみ「愛ある全力ホットライン」と改称していた（当時のキャンペーンフレーズにちなむ）。

## 放送時間
- 毎年1月1日 14:30 - 16:54
- 「ニューイヤー駅伝」と夕方のニュース（放送終了時点では「Nスタ」）の間の時間帯に放送される。

## 出演者

### 司会
- 菊池幸見（2012年～）、風見好栄（2011年～） - 現在ともに「じゃじゃじゃTV」の司会
  - 菊池以前は長きにわたり大塚富夫が担当した。

### 出演
- IBC岩手放送アナウンサー
  - 生放送ではなくVTR出演の場合もある。
  - 同時刻にIBCラジオで生放送中の番組（ワイドステーションなど）に出演中のアナウンサーは社屋内のラジオブース（出張放送の場合はその場所）から出演するのが通例になっている。この間は事実上テレビとラジオのサイマル放送となる。
  - 一時期は若手女子アナの水着中継コーナーがあるのがお約束となっていた。
- その他、局アナ以外の番組レポーターやパーソナリティも出演する。（千葉星子、後藤のりこなど）
- IBCが年内に放送する特別番組の出演者（俳優、タレントなど）がVTR出演することもある。